# Fresh (chanson de Daft Punk)
Pour les articles homonymes, voir Fresh.
Pistes de Homework
Phœnix
(05) Around the World
(07)
Fresh est un morceau instrumental du groupe de musique électronique français Daft Punk. C'est le 6e morceau de leur premier album Homework sorti en 1997.
Il se caractérise par sa guitare électrique et ses bruits de vagues sur l'océan.
20 ans après la sortie de l'album, il a été révélé que Fresh utilisait un sample de If You Leave Me Now de Viola Wills, chanson datant de 1981. Teachers, 9e morceau de Homework, utilise également des samples de la chanson Fresh qui est la suite de Da Funk.

## Vidéo
Charles, homme à tête de chien (Tony Maxwell), déjà présent dans le clip de Da Funk, est également représenté dans le clip de Fresh. Il est représenté comme un acteur tournant des scènes sur une plage.
À la fin de la journée de tournage, il discute des techniques avec le réalisateur et tombe ensuite sur Béatrice (Catherine Kellner); ils sont apparemment en couple. Tous les deux prévoient d'aller dîner au restaurant. Charles monte dans le cabriolet rouge de Béatrice et ils s'éloignent vers le soleil couchant.
Ce clip reprend le concept de celui de Da Funk : la chanson y est simplement traitée comme une bande son sur laquelle se déroule l'histoire. Fresh a été réalisé par les Daft Punk eux-mêmes et Spike Jonze joue le rôle du réalisateur du film de Charles. D'après le commentaire audio du film DAFT: A Story About Dogs, Androids, Firemen and Tomatoes, les Daft Punk voulaient que Charles revienne dans un environnement plus heureux afin de contrebalancer sa situation déprimante dans Da Funk.